# 過剰生産
過剰生産（かじょうせいさん）とは、経済学用語の一つ。これは物資などが生産されている場合に、それの需要量を上回った量が生産されているような状態を言う。

## 概要
過剰生産はマルクス経済学においても研究されている概念である。恐慌の背景に、大衆が窮乏していたり消費を制限していたりするところから来る。こうなる場合には社会においての絶対的な消費能力が生産力の限界と同等の水準に達しても、生産力を発展させる状態に発展する場合があり、その状態を過剰生産と指す。本来の生産行為は新たに価値を生むことであるが、その生まれた価値を完全に用いることは実質的にないためである。このことから、社会においての成員が常に貧乏でなければ過剰生産が起きるということになっているわけである。
現代の中国においては急速な経済成長を背景に、鉄鋼製品や化学製品、太陽光発電パネルなどの工業製品が大量生産・輸出によって世界の需給と価格構成に影響を与える状況がしばしばみられ、外国政府が緊急輸入制限などのセーフガードを発動する例が見られる。

## 過剰生産能力
過剰生産能力とは生産能力のうち実需要分を超過しているものである。
2000年代には一部産業において生産能力が世界的に余剰になった。例として2000年代後半以降の中国鉄鋼産業が挙げられる。過剰生産能力が生まれる要因は様々存在し、例えば上記中国鋼鉄産業では「WTO加盟を契機とした投資（融資・政府補助等）の急速拡大、結果としての国有企業の設備余剰」が要因の1つとして挙げられる。
過剰生産能力が問題となるのは過剰生産能力にコストがかかる場合である。多くの産業では過剰生産能力を利用しない場合（=減産=稼働率低減）にも一定のコストが発生する（固定費用）。例えば鉄鋼産業では工場の稼働率を下げても炉の火を絶やさないためのコストが必ず発生する。固定費用の1つには人件費も含まれる。例えば20億円/年の生産能力を有する専門家を年俸10億円1年契約で雇用する場合を考える。20億円/年の生産能力に対して需要が5億円/年しかない場合、15億円分の生産能力は過剰生産能力であり、10億円/年の固定人件費のために5億円の損害が発生してしまう。このように、高い生産性を有していても過剰生産能力にコストがかかる（固定費用が存在する）場合はそれが問題となりうる。

## 農作物
豊作による過剰生産で価格が低下した場合、出荷調整（産地廃棄等）が行われる。